# Louie Weaver
A. Louie Weaver III (nascido em 13 de Julho de 1951 em Nashville, Tennessee, Estados Unidos) é um baterista cristão conhecido principalmente por ter tocado com a lendária banda Petra durante mais de 22 anos. Antes de ingressar no Petra, Louie também chegou a fazer parte da banda Fireworks no início dos anos 1980.
Em 2003, Louie foi demitido do Petra em meio a alguma controvérsia, [carece de fontes?] sendo substituído então pelo baterista Paul Simmons. Não muito tempo depois, Louie fez parte da banda Viktor e participou de outros projetos paralelos.
Em 2010, Louie não  recebeu o convite para retornar ao Petra, desta vez, com a mesma formação clássica dos anos 1980, para a gravação e turnê do álbum Back to the Rock.
Weaver foi eleito o "baterista favorito" por escolha dos leitores da CCM Magazine por cinco anos consecutivos (1989-93).

## Discografia
com Fireworks
- (1981) - UP
- (1982) - Sightseeing At Night

com Petra
- (1982) - More Power to Ya
- (1983) - Not of this World
- (1984) - Beat the System
- (1985) - Captured in Time and Space (CD/DVD)
- (1986) - Back to the Street
- (1987) - This Means War!
- (1988) - On Fire!
- (1989) - Petra Praise: The Rock Cries Out
- (1990) - Beyond Belief
- (1991) - Unseen Power
- (1992) - Petra en Alabanza
- (1993) - Wake-Up Call
- (1995) - No Doubt
- (1997) - Petra Praise 2: We Need Jesus
- (1998) - God Fixation
- (2000) - Double Take
- (2001) - Revival
- (2010) - Back to the Rock
- (2011) - Back to the Rock Live (CD/DVD)

com Viktor Band
- (2006) - Do You Believe

com Project Damage Control
- (2005) - Project Damage Control
- (2010) - Mechanism

com CPR Band
- (2017) - Back to the Rock II